# Cultura del té en Senegal

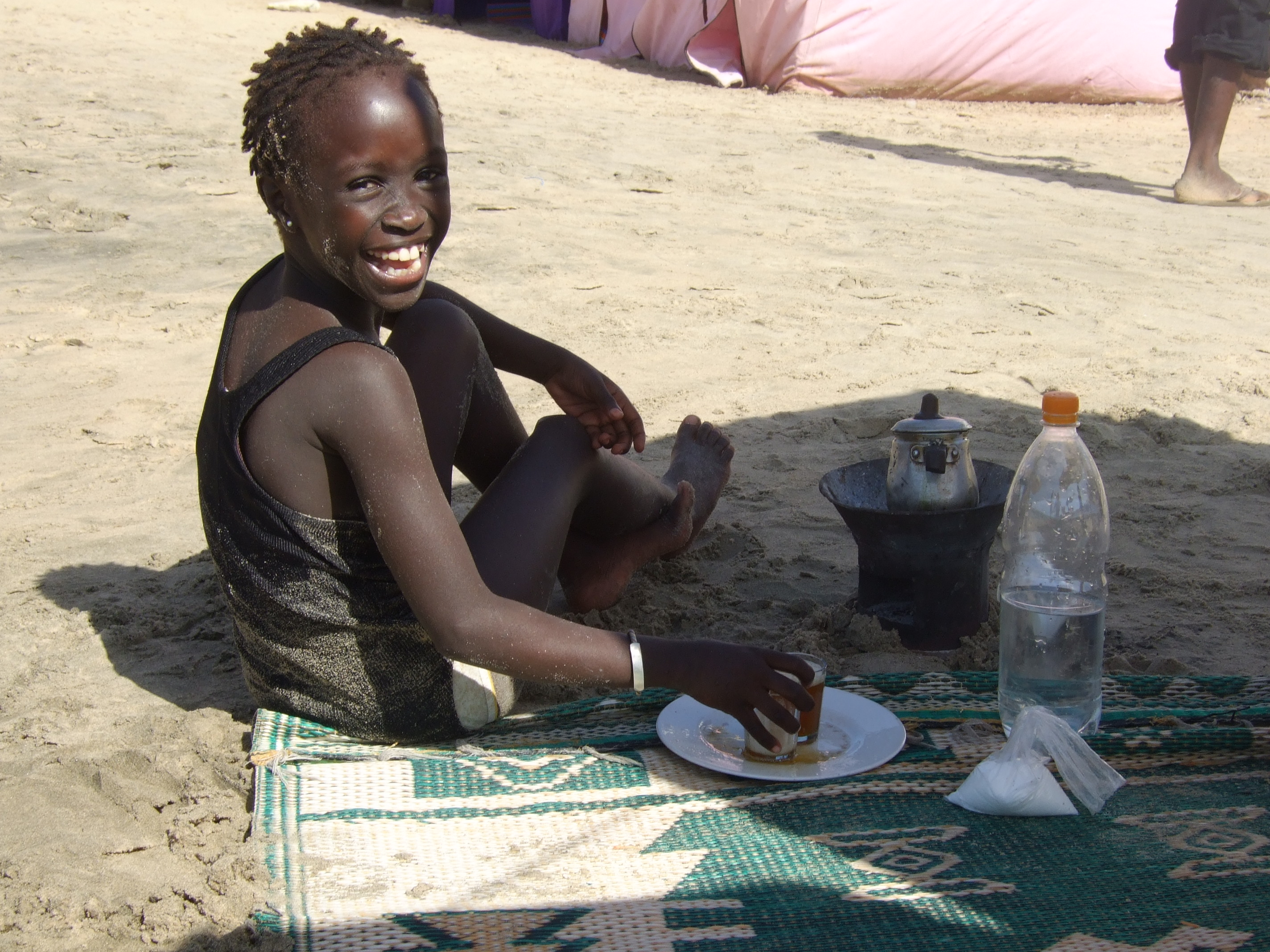
Un niño prepara té en Dakar.

El té en Senegal es una parte importante de la vida social diaria. La costumbre senegalesa de beber té es esencialmente similar a la de otros países de la región de África occidental, como Guinea, Gambia o Mauritania. En Senegal y sus alrededores, el té se prepara y presenta en un proceso elaborado y se conoce en el idioma wólof como attaya, ataya o ataaya, relacionado con el atay magrebí.

## Preparación del ataya
A veces preparado con menta, el té la bebida se sirve particularmente como una ocasión social después de las comidas, y es la bebida que generalmente se ofrece a amigos y visitantes. Se considera que beber attaya promueve la conversación y mantiene la amistad porque lleva mucho tiempo prepararse adecuadamente. De hecho, algunos autores han hecho referencia al acto de hacer ataya como una forma de relajación práctica junto con la meditación y el yoga.
El attaya al estilo senegalés se sirve en tres etapas separadas, llamadas the three concoctions («los tres brebajes»):

Se ponen hojas de té verde chino en la tetera con un poco de agua y hojas de menta y se hierven sobre una estufa de carbón. Se agrega azúcar a la tetera y el té se vierte en vasos pequeños de cierta altura y luego se vierte de un lado a otro del vaso a la tetera varias veces para que aparezca espuma en el vaso. Cuanto más espesa sea la espuma, mejor será el té..

Un recetario de recetas africanas recomienda servir el té inmediatamente con una cantidad generosa de azúcar:
 
La primera copa ha sido descrita por tener un dulzor intenso que anula un amargor tánico estridente para dar un efecto casi narcótico en su efecto.  El segundo vaso es más dulce y el tercero es muy dulce pero muy reducido en su amargor porque se utilizan las mismas hojas para preparar los tres vasos.
Las palabras que se utilizan en varios idiomas étnicos para referirse al té, la pequeña tetera de metal y la menta suelen tomarse prestadas del árabe, lo que apunta a la idea de que el té de menta senegalés es de origen árabe.
Más del 80% de la población de 15 a 60 años bebe té. Los estudios han demostrado que debido a la alta concentración de fluoruro en el té verde, la práctica puede ayudar a prevenir enfermedades dentales, específicamente la caries dental .

## En la música
La importancia cultural de beber té senegalés se subrayó en la canción Ataya, una pista del álbum de 1986 de Ismaël Lô, Natt .